# Specie di Bagridae
Di seguito sono elencate tutte le specie di pesci ossei della famiglia Bagridae note a marzo 2015

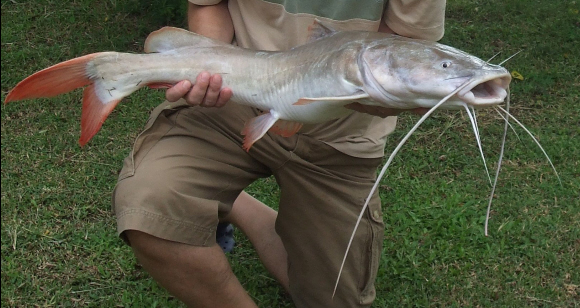
Hemibagrus wyckioides

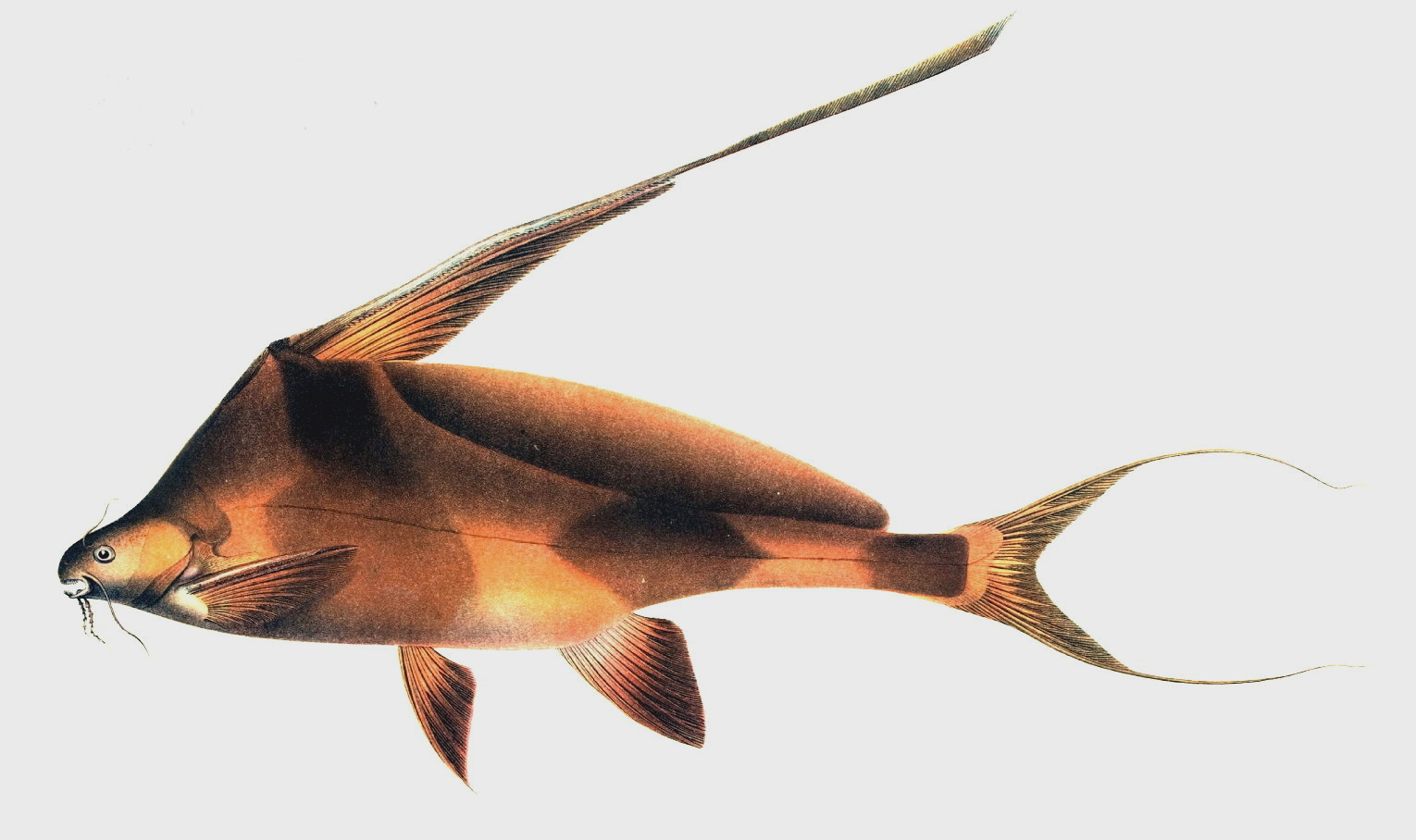
Bagrichthys hypselopterus

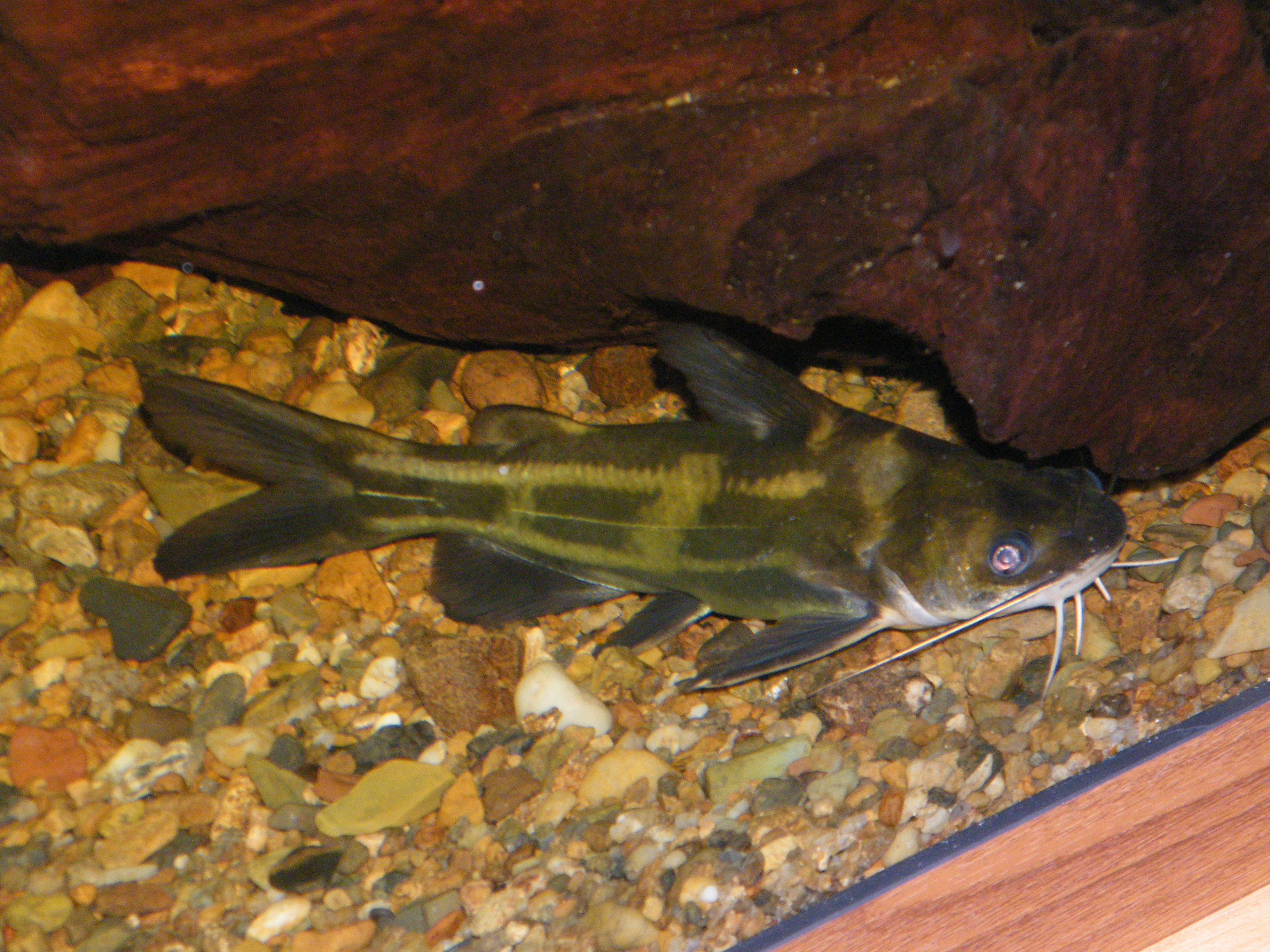
Rita rita

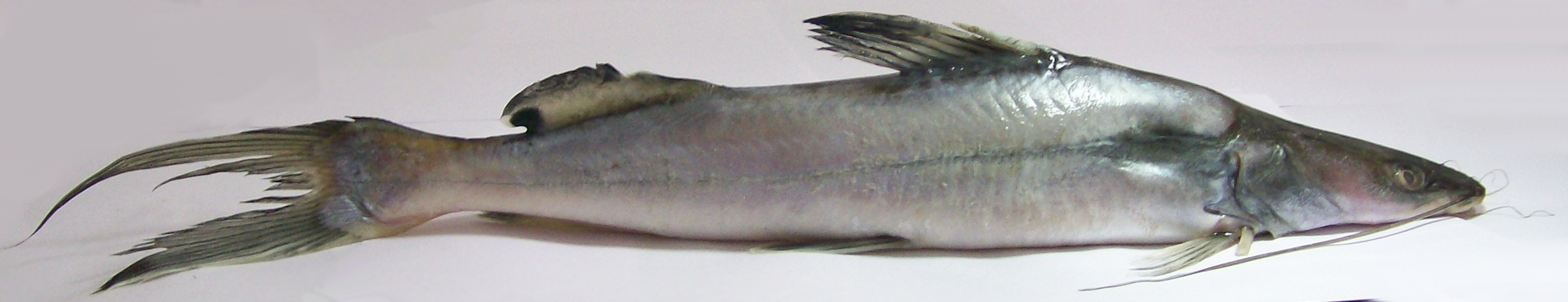
Sperata seenghala

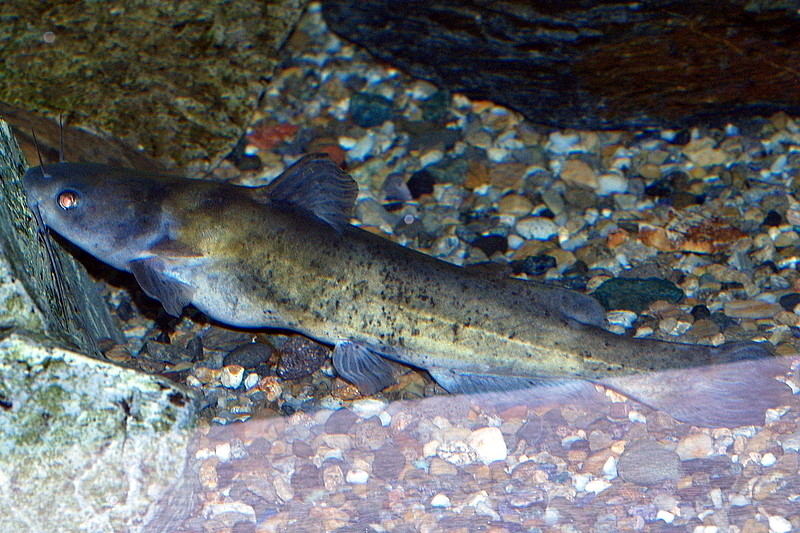
Tachysurus nudiceps

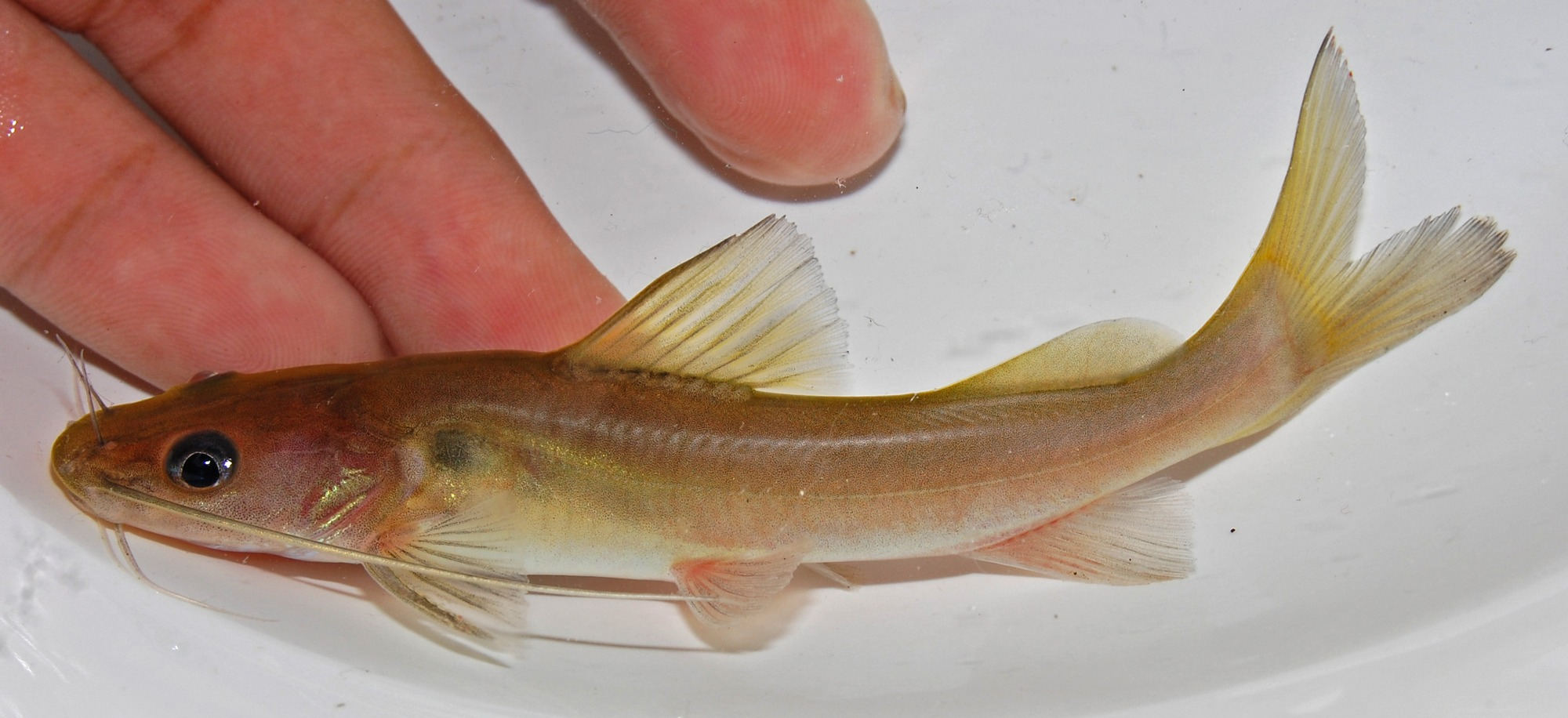
Hemibagrus planiceps

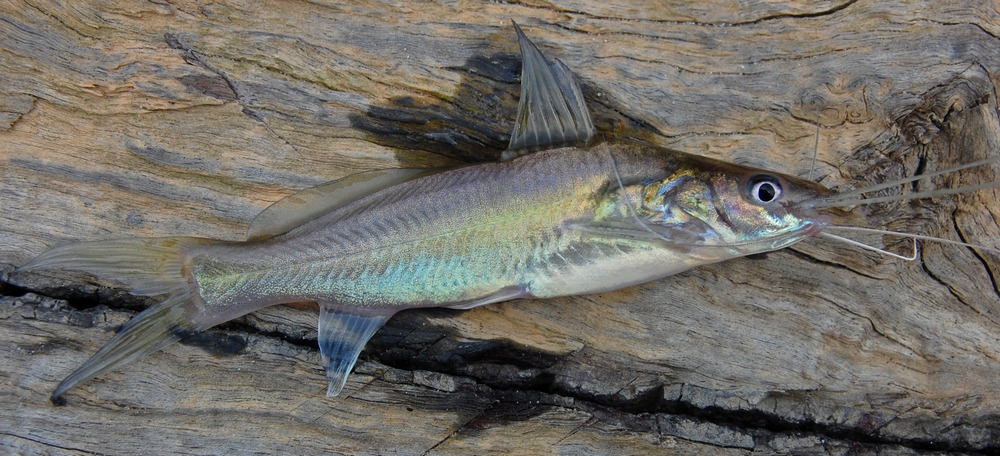
Mystus nigriceps

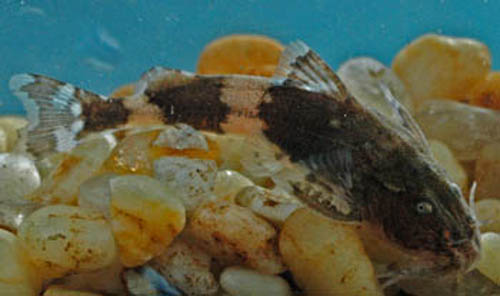
Batasio fasciolatus

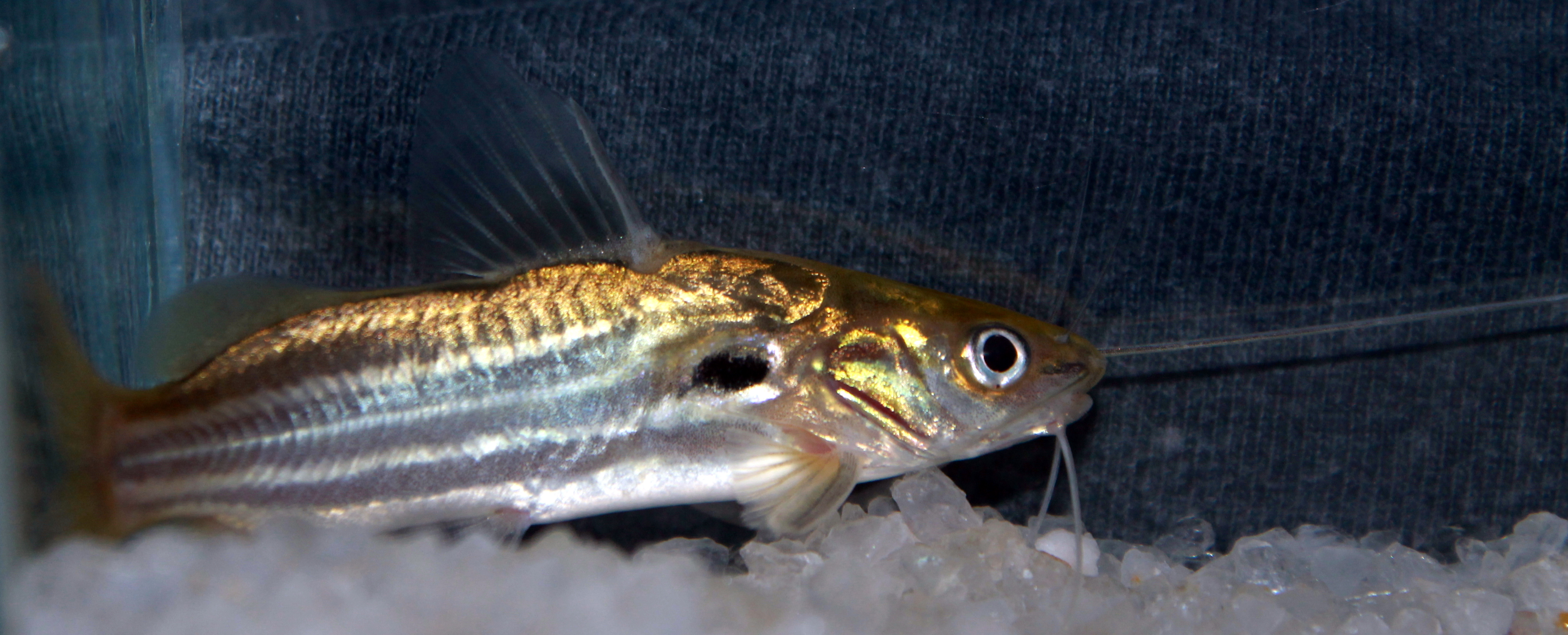
Mystus tengara

- Genere Bagrichthys
  - Bagrichthys hypselopterus
  - Bagrichthys macracanthus
  - Bagrichthys macropterus
  - Bagrichthys majusculus
  - Bagrichthys micranodus
  - Bagrichthys obscurus
  - Bagrichthys vaillantii
- Genere Bagroides
  - Bagroides hirsutus
  - Bagroides melapterus
- Genere Bagrus
  - Bagrus bajad
  - Bagrus caeruleus
  - Bagrus degeni
  - Bagrus docmak
  - Bagrus filamentosus
  - Bagrus lubosicus
  - Bagrus meridionalis
  - Bagrus orientalis
  - Bagrus tucumanus
  - Bagrus ubangensis
  - Bagrus urostigma
- Genere Batasio
  - Batasio affinis
  - Batasio batasio
  - Batasio convexirostrum
  - Batasio dayi
  - Batasio elongatus
  - Batasio fasciolatus
  - Batasio feruminatus
  - Batasio fluviatilis
  - Batasio macronotus
  - Batasio merianiensis
  - Batasio pakistanicus
  - Batasio procerus
  - Batasio sharavatiensis
  - Batasio spilurus
  - Batasio tengana
  - Batasio tigrinus
  - Batasio travancoria
- Genere Chandramara
  - Chandramara chandramara
- Genere Coreobagrus
  - Coreobagrus brevicorpus
  - Coreobagrus ichikawai
- Genere Hemibagrus
  - Hemibagrus amemiyai
  - Hemibagrus baramensis
  - Hemibagrus bongan
  - Hemibagrus camthuyensis
  - Hemibagrus caveatus
  - Hemibagrus centralus
  - Hemibagrus chiemhoaensis
  - Hemibagrus chrysops
  - Hemibagrus divaricatus
  - Hemibagrus dongbacensis
  - Hemibagrus filamentus
  - Hemibagrus fortis
  - Hemibagrus furcatus
  - Hemibagrus gracilis
  - Hemibagrus guttatus
  - Hemibagrus hainanensis
  - Hemibagrus hoevenii
  - Hemibagrus hongus
  - Hemibagrus imbrifer
  - Hemibagrus johorensis
  - Hemibagrus lacustrinus
  - Hemibagrus macropterus
  - Hemibagrus maydelli
  - Hemibagrus menoda
  - Hemibagrus microphthalmus
  - Hemibagrus nemurus
  - Hemibagrus olyroides
  - Hemibagrus peguensis
  - Hemibagrus planiceps
  - Hemibagrus pluriradiatus
  - Hemibagrus punctatus
  - Hemibagrus sabanus
  - Hemibagrus semotus
  - Hemibagrus songdaensis
  - Hemibagrus spilopterus
  - Hemibagrus taybacensis
  - Hemibagrus variegatus
  - Hemibagrus velox
  - Hemibagrus vietnamicus
  - Hemibagrus wyckii
  - Hemibagrus wyckioides
- Genere Hemileiocassis
  - Hemileiocassis panjang
- Genere Horabagrus
  - Horabagrus brachysoma
  - Horabagrus melanosoma
  - Horabagrus nigricollaris
- Genere Hyalobagrus
  - Hyalobagrus flavus
  - Hyalobagrus leiacanthus
  - Hyalobagrus ornatus
- Genere Leiocassis
  - Leiocassis aculeatus
  - Leiocassis brevirostris
  - Leiocassis collinus
  - Leiocassis crassirostris
  - Leiocassis doriae
  - Leiocassis hosii
  - Leiocassis longibarbus
  - Leiocassis longirostris
  - Leiocassis micropogon
  - Leiocassis poecilopterus
  - Leiocassis saravacensis
  - Leiocassis tenebricus
  - Leiocassis yeni
- Genere Mystus
  - Mystus abbreviatus
  - Mystus alasensis
  - Mystus albolineatus
  - Mystus ankutta
  - Mystus armatus
  - Mystus armiger
  - Mystus atrifasciatus
  - Mystus bimaculatus
  - Mystus bleekeri
  - Mystus bocourti
  - Mystus canarensis
  - Mystus carcio
  - Mystus castaneus
  - Mystus cavasius
  - Mystus chinensis
  - Mystus cineraceus
  - Mystus dibrugarensis
  - Mystus falcarius
  - Mystus gulio
  - Mystus heoki
  - Mystus horai
  - Mystus impluviatus
  - Mystus indicus
  - Mystus keletius
  - Mystus keralai
  - Mystus leucophasis
  - Mystus malabaricus
  - Mystus menoni
  - Mystus montanus
  - Mystus ultiradiatus
  - Mystus mysticetus
  - Mystus ngasep
  - Mystus nigriceps
  - Mystus oculatus
  - Mystus pelusius
  - Mystus pulcher
  - Mystus punctifer
  - Mystus rhegma
  - Mystus rufescens
  - Mystus seengtee
  - Mystus singaringan
  - Mystus tengara
  - Mystus velifer
  - Mystus vittatus
  - Mystus wolffii
- Genere Nanobagrus
  - Nanobagrus armatus
  - Nanobagrus fuscus
  - Nanobagrus immaculatus
  - Nanobagrus lemniscatus
  - Nanobagrus nebulosus
  - Nanobagrus stellatus
  - Nanobagrus torquatus
- Genere Pelteobagrus
  - Pelteobagrus eupogon
  - Pelteobagrus intermedius
  - Pelteobagrus tonkinensis
  - Pelteobagrus ussuriensis
- Genere Pseudobagrus
  - Pseudobagrus albomarginatus
  - Pseudobagrus analis
  - Pseudobagrus aurantiacus
  - Pseudobagrus brachyrhabdion
  - Pseudobagrus brevianalis
  - Pseudobagrus brevicaudatus
  - Pseudobagrus crassilabris
  - Pseudobagrus eupogoides
  - Pseudobagrus fui
  - Pseudobagrus gracilis
  - Pseudobagrus hwanghoensis
  - Pseudobagrus kaifenensis
  - Pseudobagrus koreanus
  - Pseudobagrus kyphus
  - Pseudobagrus medianalis
  - Pseudobagrus microps
  - Pseudobagrus nubilosus
  - Pseudobagrus omeihensis
  - Pseudobagrus ondon
  - Pseudobagrus pratti
  - Pseudobagrus rendahli
  - Pseudobagrus sinyanensis
  - Pseudobagrus taeniatus
  - Pseudobagrus taiwanensis
  - Pseudobagrus tenuifurcatus
  - Pseudobagrus tenuis
  - Pseudobagrus tokiensis
  - Pseudobagrus trilineatus
  - Pseudobagrus truncatus
  - Pseudobagrus vachellii
  - Pseudobagrus wangi
- Genere Pseudomystus
  - Pseudomystus bomboides
  - Pseudomystus breviceps
  - Pseudomystus carnosus
  - Pseudomystus flavipinnis
  - Pseudomystus fumosus
  - Pseudomystus funebris
  - Pseudomystus heokhuii
  - Pseudomystus inornatus
  - Pseudomystus leiacanthus
  - Pseudomystus mahakamensis
  - Pseudomystus moeschii
  - Pseudomystus myersi
  - Pseudomystus robustus
  - Pseudomystus rugosus
  - Pseudomystus siamensis
  - Pseudomystus sobrinus
  - Pseudomystus stenogrammus
  - Pseudomystus stenomus
  - Pseudomystus vaillanti
- Genere Rama
  - Rama rama
- Genere Rita
  - Rita chrysea
  - Rita gogra
  - Rita kuturnee
  - Rita macracanthus
  - Rita rita
  - Rita sacerdotum
- Genere Sperata
  - Sperata acicularis
  - Sperata aor
  - Sperata aorella
  - Sperata seenghala
- Genere Tachysurus
  - Tachysurus adiposalis
  - Tachysurus argentivittatus
  - Tachysurus brashnikowi
  - Tachysurus fulvidraco
  - Tachysurus herzensteini
  - Tachysurus hoi
  - Tachysurus longispinalis
  - Tachysurus nitidus
  - Tachysurus nudiceps
  - Tachysurus sinensis
  - Tachysurus spilotus
  - Tachysurus virgatus[1]